# 리비아 과도국가평의회
과도국가평의회(아랍어: المجلس الوطني الانتقالي al-majlis al-waṭanī al-intiqālī[*], 영어: National Transitional Council, NTC) 또는 과도인민평의회는 2011년 리비아 내전 동안 카다피 정권 출신 장교들을 주축으로 형성되었다. 과도국가평의회는 2011년 2월 27일에 이뤄진 벵가지 시에서의 선언으로 설립되었으며, 설립 목적은 "혁명의 정치적 측면"으로써 행동하는 것이다. 몇몇 언론 매체는 이 평의회를 '국립 리비아 평의회' 또는 '리비아 국가평의회'라는 이름으로 언급하기도 한다. 2011년 3월 5일, 과도국가평의회가 "모든 리비아의 유일한 대표자"라고 공표한 성명이 발표되었다. 현재 과도국가평의회는 카다피 정권을 '대사회주의인민 리비아 아랍 자마히리야'라고 부르고 있으며, 과도국가평의회에 국가로써 지위를 부여하여 리비아 공화국(아랍어: الجمهورية الليبية, al-Jumhūriyya al-Lībiyya)이라고 자칭하고 있다.
2012년 8월 8일, 리비아의 과도국가평의회는 리비아 의회에 공식적으로 권력을 이양하였다.

## 외교 관계
2011년 4월 21일, 과도위는 처음으로 국제사회에 지상군 지원을 공식 요청했다.
2011년 7월 15일, 미국, 유럽, 아랍권 30개국이 참여한 리비아 연락그룹은 터키 이스탄불에서 4차회의 폐막성명을 통해, 리비아 과도국가평의회를 리비아의 합법정부로 승인했다. 리비아의 공식적인 국가원수는 과도위 의장인 무스타파 압둘 잘릴이 되었다. 2011년 7월 15일까지 과도위는 국제법상 '리비아 반군'의 지위에서 국제사회에 지상군 파병을 강력하게 요청해 왔으나, 이날을 기점으로 국제법상 '공식적인 리비아 정부'의 지위에서 '카다피 반군'을 제압할 지상군 파병을 요청할 수 있게 되었다. 이전까지는 리비아에는 외국군의 지상군을 파병 요청할 공식적이며 합법적인 정부가 없었기 때문에, 국제법상, 외국군이 지상군을 타국에 파병하기 위해서는, 유엔의 승인을 받아야만 했고, 유엔은 이에 대해 부정적이었다. 과도위가 리비아의 합법정부가 됨으로써, 국제법상 유엔의 승인 없이 국가원수의 요청에 따른 외국군의 파병지원을 받아 집단적 자위권을 행사할 수 있다. 유엔은 국가원수의 외국 지상군 지원요청을 승인하거나 거부할 권한이 없다. 한편, 유럽연합에서는 이미 회원국들이 지상군 파병에 대한 동의를 했다.

## 같이 보기
- 이집트군 최고위원회
- 시리아 국가위원회